# Pedreres del Talladell
Pedreres del Talladell és una pedrera situada al bell mig de la depressió central Catalana, que conforma la part oriental de la Conca de l'Ebre. Aquest geòtop és interessant geològicament des de dos diferents punts de vista. D'una banda, constitueix un exemple típic de nivell fossilífer que ha proporcionat una gran quantitat de restes de mamífers, cocodrils i tortugues i de fulles fòssils. D'altra banda, inclou part dels millors afloraments de les successions lacustres de l'Oligocè de la conca de l'Ebre que, en aquest sector, enregistren el desenvolupament de llacs on tenia lloc una sedimentació de carbonats i materials d'origen orgànic. Les successions presents en aquestes pedreres estan formades fonamentalment per calcàries més o menys sorrenques o argiloses, i inclouen intercalacions de nivells de margues carbonoses, gresos i llims. Constitueixen una plataforma o replà seccionat pel riu d'Ondara i petites valls adjacents.
En aquest sector hi destaca la morfologia de replans i pujades. Dins d'aquest geòtop s'hi distingeixen els replans o plataformes estructurals, constituïdes pel tram de calcàries que ha estat explotat en les pedreres, i les vessants corresponents al riu d'Ondara i els barrancs afluents. En aquestes vessants es pot reconèixer la successió estratigràfica típica de l'Oligocè de l'Urgell i de La Segarra, constituïda per l'alternança de trams de lutites i gresos vermells i nivells de calcàries de fins a una desena de metres de gruix, com el que constitueixen els nivells del Talladell.
Aquest geòtop està constituït per un conjunt de pedreres que han fornit, principalment a començament del segle xx, els fòssils de vertebrats i plantes pels quals són coneguts conjuntament com a “jaciment del Talladell” o de vegades com a jaciment de Tàrrega. Les troballes més nombroses es van produir en el moment en què aquestes pedreres eren explotades com a material per a la construcció. Aquestes pedreres han explotat un tram de fins a 6 metres de gruix de calcàries que afloren àmpliament en la zona a l'est de Tàrrega, a la zona coneguda com "El Pedregal" i pels voltants del Talladell (zona de les Pedreres, a l'oest de la vila, i part occidental del Pla de Caelles, al sud del riu d'Ondara).
Les pedreres de les quals hi ha constància de troballes són les següents:
- Pedreres Fàbregas (zona de “Les Pedreres”). Es localitzen a uns 600 m (Fàbregas NO ó I) i 500 m (Fàbregas SE, ó II), a ponent del centre del Talladell. Per les dades que s'han pogut recopilar sembla que la major part de les troballes de materials descrits fins a la primera meitat del segle xx, es van fer a la Pedrera Fàbregas I, les van fer els picapedrers de la família Fàbregas, i van ser donades a conèixer per F. Clua, que les va trametre a L. M. Vidal i C. Deperet.[1]
- Pedreres Bujeda (zona del Pla de Caelles). Es localitzen al llarg dels vessants nord i oest del Pla de Caelles. Les pedreres de les quals hi consta que s'han produït troballes són:[1]
  - Pedrera Bujeda nord. Situada al final de la pujada del camí, a l'extrem nord del Pla de Caelles, a 800 m al SSE del centre del Talladell.
  - Pedrera Bujeda nova, a uns 1200 m al SSE del centre del Talladell
  - Pedrera Bujeda vella, a uns 200 m al S de l'anterior.

Els materials de les pedreres del Talladell han fornit una abundant fauna i flora fòssil que han permès establir com a oligocena l'edat de les successions de materials terciaris de l'Urgell. Concretament la fauna present correspon a la biozona de Theridomys major (Estampià, Oligocè inferior, vers uns 30-33 milions d'anys). Precisament la localitat tipus d'aquesta biozona la constitueixen les pedreres del Talladell, encara que sovint es coneix el jaciment o la zona com de Tàrrega. Pel que fa a les carofícies fòssils presents, pertanyen a la biozona de Chara microcera, de l'Estampià.

## Accés
L'accés al geòtop es realitza a partir de camins ben fressats que surten del poble d'El Talladell cap al NO (Pedreres Fàbregas) i cap al S (Pla de Caelles) o bé des de Tàrrega (Pedreres Fàbregas). Per arribar a les pedreres de la zona sud, anomenades Pedreres de Bujeda cal seguir un camí que surt del Talladell i després de travessar el riu d'Ondara i pujar vers la zona del Pla de Caelles. Tanmateix, l'aproximació a peu des d'aquestes pistes a les pedreres és immediata.